# Christian Berling
Carl Gustaf Christian Berling, född 16 juni 1938 i Karlskrona, är en svensk skådespelare.

## Biografi
Christian Berling är son till Torsten Berling och far till Fredrik Berling.
Berling genomgick Dramatens elevskola 1959–1962, var engagerad vid Dramaten 1962–1964, vid Helsingborgs stadsteater 1964–1966 och därefter åter vid Dramaten, där han under årens lopp haft en lång rad roller.

## Filmografi (urval)
- 1964 – Henrik IV
- 1970 – Röda rummet (TV-serie)
- 1981 – Sally och friheten
- 1992 – Hassel – Utpressarna
- 1993 – Den gråtande ministern (TV-serie)
- 1998 – Längtans blåa blomma (TV-serie)

## Teater

### Roller (ej komplett)
| År   | Roll                                                 | Produktion                                                                            | Regi                         | Teater                   |
| ---- | ---------------------------------------------------- | ------------------------------------------------------------------------------------- | ---------------------------- | ------------------------ |
| 1960 | Medverkande i teatertrupp                            | Hamlet William Shakespeare                                                            | Alf Sjöberg                  | Dramaten                 |
| 1960 | Rio Rita                                             | Gisslan (The Hostage) Brendan Behan                                                   | Per-Axel Branner             | Dramaten                 |
| 1961 | Medverkande i danserna                               | Kung John (The Life and Death of King John) William Shakespeare                       | Alf Sjöberg                  | Dramaten                 |
| 1961 |                                                      | Stolarna (Les Chaises) Eugène Ionesco                                                 | Alf Sjöberg                  | Dramaten                 |
| 1962 | Fish, matros Papegojan Caldas Medverkande i danserna | Resan (Le voyage) Georges Schehadé                                                    | Alf Sjöberg                  | Dramaten                 |
| 1962 | Arthur                                               | Ungdom i fjällen (Altitude 3.200) Julien Luchaire                                     | Rolf Carlsten                | Dramaten                 |
| 1963 | En kapo, en lägerfånge                               | Ställföreträdaren (Der Stellvertreter) Rolf Hochhuth                                  | Stig Torsslow                | Dramaten                 |
| 1963 | En individ                                           | Svejk i andra världskriget (Schweyk im zweiten Weltkrieg) Bertolt Brecht              | Alf Sjöberg                  | Dramaten                 |
| 1963 | Dystre Walter                                        | Tiggarens opera (The Beggar's Opera) John Gay                                         | Per-Axel Branner             | Dramaten                 |
| 1964 | Michael Newsome                                      | Bockfoten (Step-in-the-hollow) Donagh MacDonagh                                       | Bo Swedberg                  | Helsingborgs stadsteater |
| 1964 | Colin                                                | Greppet (The Knack) Ann Jellicoe                                                      | Bo Swedberg                  | Helsingborgs stadsteater |
| 1964 | Tybalt Apotekaren                                    | Romeo och Julia (The Tragedy of Romeo and Juliet) William Shakespeare                 | Per Sjöstrand                | Helsingborgs stadsteater |
| 1965 | Eugene Marchbanks                                    | Candida George Bernard Shaw                                                           | Bo Swedberg                  | Helsingborgs stadsteater |
| 1965 | Candide                                              | Den bästa av världar Jan Moen                                                         | Hans Bergström               | Helsingborgs stadsteater |
| 1965 | Arnold Champion                                      | Inget helgon precis! (Travelling Light) Leonard Kingstone                             | Hans Bergström Per Sjöstrand | Helsingborgs stadsteater |
| 1965 | Eilif                                                | Mor Courage och hennes barn (Mutter Courage und ihre Kinder) Bertolt Brecht           | Per Sjöstrand                | Helsingborgs stadsteater |
| 1966 | Sekreteraren                                         | Jeppe på berget (Jeppe paa Bierget) Ludvig Holberg                                    | Gunnar Skar                  | Helsingborgs stadsteater |
| 1966 | Rulle Rova                                           | Rulle Rova Björn Clarin och K.G. Larsson                                              | Bo Swedberg                  | Helsingborgs stadsteater |
| 1966 | Christian Martin                                     | Saken är Oscar! eller En halv million i kappsäcken (Oscar) Claude Magnier             | Hans Bergström               | Helsingborgs stadsteater |
| 1967 | Ynglingen                                            | Om fem år (Asi que pasen cinco años) Federico Garcia Lorca                            | Donya Feuer                  | Dramaten                 |
| 1985 | Prosten                                              | Herr Puntila och hans dräng Matti (Herr Puntila und sein Knecht Matti) Bertolt Brecht | Fred Hjelm                   | Stockholms stadsteater   |
| 1990 | Carl Gyllenborg Adelsmannen                          | Carl XII August Strindberg                                                            | Jan Bergman                  | Dramaten                 |
| 1991 | Cecco                                                | Peter Pan J.M. Barrie                                                                 | Jackie Söderman              | Dramaten                 |
| 1994 | Den förnäme                                          | Spöksonaten August Strindberg                                                         | Andrzej Wajda                | Dramaten                 |